# 1310 Villigera
Az 1310 Villigera (ideiglenes jelöléssel 1932 DB) egy marsközeli kisbolygó. Friedrich Karl Arnold Schwassmann fedezte fel 1932. február 28-án.